# Никола Шпирић
Никола Шпирић (Дрвар, 4. септембар 1956) српски је политичар, универзитетски професор и доктор економских наука. Садашњи је председавајући Дома народа Парламентарне скупштине Босне и Херцеговине и потпредседник Савеза независних социјалдемократа (СНСД). Бивши је председавајући Савета министара Босне и Херцеговине, министар финансија и трезора у Савету министара и председавајући Представничког дома Парламентарне скупштине Босне и Херцеговине.

## Биографија
Рођен је 4. септембра 1956. године у Дрвару у тадашњој Народној Републици Босни и Херцеговини, СФРЈ. Ожењен је супругом Надом Шпирић, рођаком босанскохерцеговачког певача Неџада Салковића, рођеном као Наида Салковић. Имају двоје деце, ћерку Јовану и сина Александра.

### Образовање
Основну школу је завршио у Дрвару 1970. године, a средњу, Електротехничку школу 1975. г. у Сарајеву. На Економском факултету у Сарајеву је 1979. г. дипломирао, а 1982. г. и магистрирао, одбранивши магистарски рад под насловом "Формирање и употреба средстава за финансирање развоја у самоуправном друштву". Докторирао је 1999. године на Економском факултету у Српском Сарајеву на тему "Инвестициона политика као компонента стратешког менаџмента предузећа".

### Професионална каријера
Од 1980. до 1992. године био је асистент истраживач на Економском институту у Сарајеву.
Од 1992. г. ради на Катедри за економску теорију, анализу и политику Економског факултета Универзитета у Бањој Луци, где данас предаје два предмета, Монетарне и јавне финансије и Фискалне и монетарне финансије.
На Економском факултету у Бањој Луци изабран је у звање доцента 1999. године, у звање ванредног професора 2002. г., те напослетку у звање редовног професора 2006 г.

### Политичка каријера
Политиком се почео бавити 1993. године као члан Српске радикалне странке, где је био члан Извршног одбора. Године 1997. оснива Демократску странку за Бању Луку и Крајину, а годину дана касније излази на Опште изборе у БиХ као кандидат Српске демократске странке (СДС). На тим изборима освојио је двогодишњи мандат у Парламенту БиХ.
Јуна 2000. године постаје заменик министра за људска права и избеглице у Савјету министара БиХ.
На парламентарним изборима 2000. године улази у Дом народа Парламентарне скупштине Босне и Херцеговине као кандидат Партије демократског прогреса (ПДП).
Након чланства у ПДП, 2002. године постаје члан, a касније и потпредседник Савеза независних социјалдемократа (СНСД), те на општим изборима исте године као кандидат ове странке бива изгласан у Представнички дом Парламентарне скупштине БиХ. У периоду од 2002. до 2006. године такође је вршио функције председавајућег и заменика председавајућег Представничког дома.
На Општим изборима 2006. и 2010. године је изабран у Представнички дом Парламента БиХ као кандидат СНСД, али оба пута је бирао извршне функције.

#### Председавајући Савјета министара Босне и Херцеговине
Након Општих избора 2006. године одриче се мандата у Представничком дому да би 4. јануара 2007. био именован за председавајућег Савјета министара БиХ.
Високи представник за Босну и Херцеговину Мирослав Лајчак донео је 19. октобра 2007. године Закон о измјенама и допунама Закона о Савјету министара Босне и Херцеговине. У знак протеста, Шпирић је 1. новембра исте године поднео оставку на место председавајућег Савјета министара, због страха да би одлука Високог представника могла умањити утицај Срба у Босни и Херцеговини у корист Бошњака и Хрвата. Његова оставка је изазвала по некима најгору кризу у Босни и Херцеговини од завршетка рата.
Већ следећи месец поверен мандат да састави нови Савјет. Дан касније, 28. децембра 2007. потврђен је нови сазив Савјета, који је имао исти састав као и претходни, чиме је криза решена.
Испред Босне и Херцеговине је са европским комесаром за проширење Оли Реном и министром иностраних послова Словеније Димитријем Рупелом 16. јуна 2008. године потписао Споразум о стабилизацији и придруживању са Европском унијом.

#### Министар финансија и трезора Босне и Херцеговине
После Општих избора 2010. године одрекао се освојеног мандата у Представничком дому, да би 10. фебруара 2012. био именован за министра финансија и трезора БиХ.

## Политика
На састанку са америчким конгресменима Џоном Мекејном, Билом Делахантом и Денисом Кучинићем у фебруару 2010. навео је евроатлантске интеграције као приоритет босанскохерцеговачке политике и затражио је пријем Босне и Херцеговине у Акциони план за чланство у НАТО.
Овај став је потврдио и у марту исте године у Бриселу, где је након састанка са Генералним секретаром НАТО Андерсом Фог Расмусеном изјавио да је интеграција Босне и Херцеговине у ЕУ и НАТО, заједно са добром регионалном сарадњом, кључни и стратешки спољнополитички циљ БиХ.

## Контроверзе
Центар за истраживачко новинарство је 9. новембра 2014. године објавио податке о непријављеној имовини босанскохерцеговачких политичара, укључујући и Николу Шпирића. Наиме, у имовинском картону, који се предаје Централној изборној комисији (ЦИК), није пријавио три стана, један у његовом власништву у Новом Саду и два стана његове деце у Београду и Бечу. Иако су политичари дужни предати ЦИК-у имовинске картоне у којима наводе своју имовину и имовину чланова најуже породице, законом није прописана санкција за случај кршења те обавезе.

## Признања
Српска православна црква је Николу Шпирића одликовала Орденом Светог Саве првог степена, због његовог доприноса на обнови православних светиња у Крајини.
Никола Шпирић је кум Цркве Успења Пресвете Богородице у Прекаји.